# Ulrikke Brandstorp

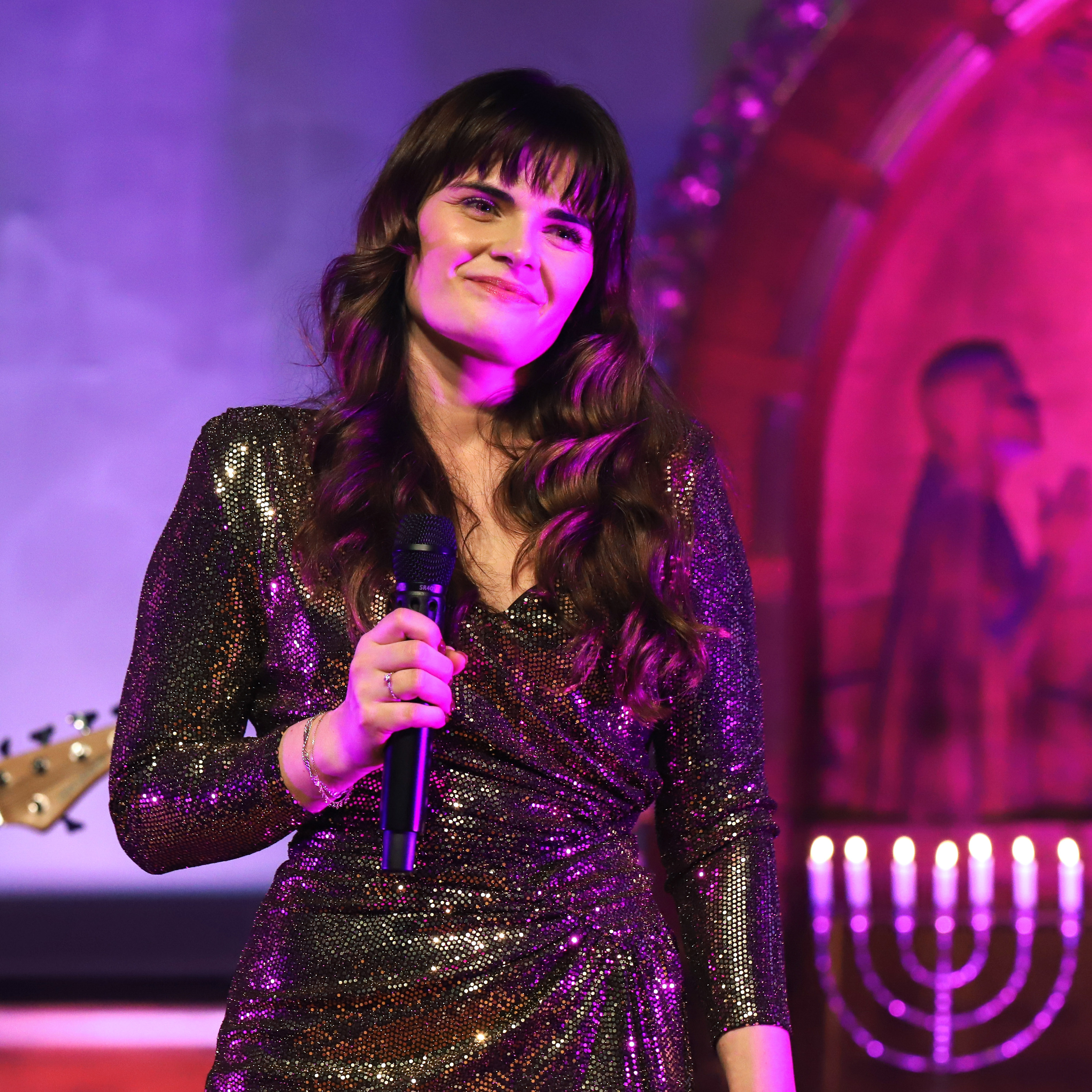
Ulrikke Brandstorp, 2022

Ulrikke Brandstorp (* 13. Juli 1995) ist eine norwegische Sängerin, Musicaldarstellerin und Moderatorin. Sie hätte ursprünglich Norwegen beim schließlich abgesagten Eurovision Song Contest 2020 vertreten sollen.

## Leben
Brandstorp stammt aus dem Ort Skjeberg in der Kommune Sarpsborg. Sie trat in ihrer Jugend in verschiedenen Theaterproduktionen auf. Von 2011 bis 2013 war sie Teil der Norwegentour von The Show Must Go On II und The Thrill Of Michael Jackson. Im Jahr 2013 war sie Teilnehmerin bei der Castingshow Idol. An der Castingshow The Voice nahm sie 2015 teil, wo sie das Halbfinale erreichte. Im März 2017 nahm Brandstorp am Melodi Grand Prix 2017, dem norwegischen Vorentscheid für den Eurovision Song Contest, teil. Dort trat sie mit dem Lied Places auf und konnte dabei den vierten Platz erreichen. 2018 wirkte sie im Herbst an der norwegischen Musikshow Stjernekamp mit. Dort schaffte sie es über zehn Wochen hinweg sich für die nächste Runde zu qualifizieren. Im Finale unterlag sie dann ihrer letzten verbliebenen Konkurrentin, der Sängerin Ella Marie Hætta Isaksen. Ab Herbst 2019 spielte sie im Musical Sound of Music am Folketeatret in Oslo mit. Sie nahm dort die Rolle der Liesl ein.
Im Jahr 2020 trat Brandstorp erneut beim Melodi Grand Prix an, dieses Mal mit dem Lied Attention. Das Lied wurde von ihr gemeinsam mit Kjetil Mørland und Christian Ingebrigtsen geschrieben. Ebenso wie vier weitere Beiträge war sie damit direkt fürs Finale am 15. Februar 2020 qualifiziert. Sie galt als eine Favoritin für den Sieg des Wettbewerbs. Sie konnte das Finale am 15. Februar 2020, das von Problemen bei der Abstimmung geprägt war, gewinnen und Brandstorp hätte damit Norwegen beim Eurovision Song Contest 2020 vertreten sollen. Am 18. März 2020 wurde der Eurovision Song Contest 2020 aufgrund der COVID-19-Pandemie schließlich abgesagt. Am 26. März 2020 gab der norwegische Rundfunk Norsk rikskringkasting (NRK) bekannt, dass Brandstorp Norwegen nicht beim Eurovision Song Contest 2021 vertreten werde. Der Sender gab an, im Jahr 2021 eine neue Auflage des Melodi Grand Prix zu senden und dass Brandstorp es abgelehnt habe, dort als automatisch für das Finale qualifizierter Beitrag anzutreten.
Im Dezember 2020 gewann Brandstorp die erste Staffel von Maskorama, der norwegischen Version von King of Mask Singer. Sie war des Weiteren Teilnehmerin an der bei TV 2 ausgestrahlten zweiten Staffel der Reality-Serie Kompani Lauritzen, die im Frühjahr 2021 ausgestrahlt wurde. Im Folketeatret erhielt sie die Hauptrolle im Musical Mamma Mia!. Im Jahr 2023 nahm Brandstorp mit dem Lied Honestly am Melodi Grand Prix 2023 teil. Sie konnte sich dort im ersten Halbfinale für das Finale qualifizieren, wo sie Zweite hinter Alessandra Mele wurde. Von ihrem Beitrag gab sie auch die norwegischsprachige Version Til evig tid heraus. Im Jahr 2024 wurde sie Moderatorin der Serie Bakemesterskapet, einem bei NRK ausgestrahlten norwegischen Ableger von The Great British Bake Off.

## Diskografie

### Alben
- 2020: Spend Christmas With Me

### Singles
| Jahr | Titel Album | Höchstplatzierung, Gesamtwochen, AuszeichnungChartsChartplatzierungen (Jahr, Titel, Album, Platzierungen, Wochen, Auszeichnungen, Anmerkungen) | Anmerkungen                                                                   |
| Jahr | Titel Album | NO | Anmerkungen                                                                   |
| ---- | ----------- | --- | ----------------------------------------------------------------------------- |
| 2020 | Attention – | NO3 Platin + Gold (Klaas Remix) · (7 Wo.)NO | Erstveröffentlichung: 31. Januar 2020 Gewinnerlied des Melodi Grand Prix 2020 |
| 2023 | Honestly –  | NO35 (1 Wo.)NO | Erstveröffentlichung: 9. Januar 2023 Beitrag zum Melodi Grand Prix 2023       |

Weitere Singles
- 2017: Play With
- 2017: Places
- 2017: Sick of Love
- 2018: Careless
- 2018: Time is Precious
- 2019: Cry
- 2019: Shallow (mit Ben Adams)
- 2020: What Would You Do for Love?
- 2020: Nyttårsnatt (mit Trygve Skaug)
- 2021: Hver gang jeg ser deg (mit Morgan Sulele)
- 2021: Falling Apart
- 2021: Ja, vi elsker dette landet (mit Christian Stähler)
- 2022: Love You to Love Me
- 2022: Talk to Me
- 2023: Til evig tid